# Anopinella transecta
Anopinella transecta là một loài bướm đêm thuộc họ Tortricidae. Loài này có ở Costa Rica.
Chiều dài cánh trước là 5.9-6.2 mm.